# Marc Pletori Cestià
Marc Pletori Cestià (en llatí Marcus M. F. Plaetorius) va ser un magistrat romà del segle i aC. Formava part de la gens Pletòria, una família romana d'origen plebeu.
L'any 69 aC va ser l'acusador de Marc Fonteu, defensat per Ciceró. Aproximadament a la mateixa època va exercir la magistratura d'edil curul juntament amb Gai Flamini. L'any 67 aC va ser pretor també amb el mateix col·lega, Gai Flamini. Va ser condemnat l'any 51 aC, però no se sap per quina causa ni amb quina pena. L'última menció que es coneix d'ell és que l'any 41 aC era veí de Tit Pomponi Àtic.